# Ha*Ash
Ha*Ash (Ха*Еш) — американський латиноамериканський поп-дует із міста Лейк-Чарльз, штат Луїзіана, створений у 2002 році сестрами Ханною Ніколь (1985 року народження) та Ешлі Грейс (1987 року народження). Назва групи — це набір літер із їхніх імен. Вони випустили шість студійних альбомів, останній з яких, Haashtag, вийшов у 2022 році. З 2014 по 2017 рік усі їхні сингли отримали принаймні золотий сертифікат від Мексиканської асоціації виробників фонограм і відеограм. Вони є першою групою, яка має одну баладу іспанською мовою, яка має щонайменше один мільярд переглядів на YouTube.
На додачу до латиноамериканської поп-музики, Ha*Ash використовує у своїй музиці стилі кантрі-поп, поп-рок і авторські пісні, і вони назвали таких виконавців, як Шанайя Твен, Лоретта Лінн і The Chicks як вплив. Вони також відомі своєю філантропією та соціальною активністю, зокрема своєю роботою на користь дітей. 2007 року Ха*Аш заснував некомерційну організацію Fondo Ha*Ash, яка серед іншого підтримує іммігрантів і дітей, які страждають на ВІЛ/СНІД.
Ha*Ash було продано понад 20 мільйонів примірників в усьому світі.

## Раннє та особисте життя
Ханна та Ешлі народилися в Лейк-Чарльз, штат Луїзіана, Сполучені Штати, у родині Антоніо та Матильди Перес (уродженої Мози). Їхній дідусь був мексиканського походження, родом із Сан-Луїс-Потосі, а їхні бабусі були німецького та іспанського походження. Сім'я жила в Лейк-Чарльз протягом багатьох поколінь. У них є 4 брати та сестри: Стівен, Саманта, Чарлі та Джозі Перес, перші троє від старого шлюбу її батька та матері, а останні троє від нових стосунків її батька.
З дитинства вони тяжіли до мистецтва, головною пристрастю була музика. Вони почали виступати в церкві (баптистська церква Pine Grove of DeQuincy) у віці 5 і 4 років. Заняття музикою та тренування стали частиною їхніх щоденних справ, вони подорожували по Луїзіані у віці 12 років, співали на ярмарках, у родео, навіть брали участь у в’язниці штату Луїзіана, найбільшій державній в’язниці Сполучених Штатів. Вони відвідували курси степу, джазу, балету, хіп-хопу, гімнастики, акторської майстерності, театру та мови тіла, а також вивчали фортепіано та гітару.
Оскільки їхній батько працював за межами Сполучених Штатів, Ханна та Ешлі проводили половину кожного року в Мехіко, а половину в Лейк-Чарльз, живучи іноді по 6 місяців на рік у кожному місті з дитинства. батько й дід навчили їх розмовляти іспанською, вдосконаливши її в сучасній американській школі, де він навчався в Мексиці.

### Особисте життя
Попри стриманість щодо свого приватного життя, Ha*Ash згадав про розлучення своїх батьків, які розлучилися на початку 2005 року, коли сестри записували свій другий альбом Mundos Opuestos. Пісні «Todo No Fue Suficiente» і «Sé Que Te Vas» торкалися цієї теми. Сестри розмовляють як англійською, так і іспанською, обидві мають громадянство Мексики та США. Вони обидва проживають у Х'юстоні, штат Техас.
У 2012 році Ханна Ніколь почала зустрічатися з американцем мексиканського походження Хуаном Карлосом Еррера. Пара одружилася 9 січня 2016 року з її нареченим Хуаном Карлосом Еррерою після 4 років стосунків.[19][20] Весілля відбулося в Куернавака, штат Морелос, за участю її сестри Ешлі та співачки Джой Уерта з Jesse & Joy, подружок нареченої та тих, хто співає вальс для молодят. 8 грудня 2019 року під час фінальної частини концерту з Ha*Ash наприкінці виконання пісні «Perdón, Perdón» випустили металеві рожеві папірці, пізніше, 19 грудня, він оголосив, що чекає для його першої доньки, деталізовано, що ці видані документи відображають стать дитини. Їхня донька Матильда Грейс Еррера народилася 2 червня 2020 року в Х'юстоні.
У 2017 році Ешлі Грейс оприлюднила свій діагноз: легкий ОКР.

## Кар'єра
У квітні 2002 року сестри взяли ім'я Ha*Ash і підписали контракт із Sony Music Latin, коли їм було 16 і 15 років. Того ж року вони підписали угоду про управління з Seitrack Management (OCESA Seitrack). У квітні 2002 року вони випустили свій перший сингл «Odio Amarte», який став хітом на мексиканських радіостанціях, телеканалах і фестивалях. Вони записали свій однойменний дебютний альбом Ha*Ash з мексиканським продюсером Áureo Baqueiro. Альбом вийшов 11 травня 2003 року і посів 3 місце в мексиканському чарті альбомів і 19 місце в чарті Latin Pop Albums Billboard США.
Їхній другий сингл «Estés Donde Estés» використали як тему для теленовели Televisa Clap, el lugar de tus sueños, яка забезпечила ширше поширення їхньої музики. Він досяг 9 місця в чарті Billboard Latin Pop і 14 місця в чарті Hot Latin Tracks. Балада «Te Quedaste» посіла 17 місце в чарті Billboard Latin Pop і 28 місце в Hot Latin Tracks. Ha*Ash з'явився в саундтреку до мексиканського анімаційного фільму Magos y Gigantes, виконавши пісню «Un Amigo Así». Протягом 2003 і 2004 років вони дали 150 концертів у Мексиці, разом з появою у Театрі Метрополітан у Мехіко.
У лютому 2004 року вони отримали свою першу золоту платівку за продаж понад 75 000 копій свого дебютного альбому в Мексиці, а наступного місяця — платинову нагороду. 2005 року їхній сингл "Soy Mujer" використали у третій версії Big Brother VIP Mexico. Інший сингл, «Si Pruebas una Vez», вийшов у листопаді 2005 року. Вийшло спеціальне видання дебютного альбому, яке містить відео та інтерв'ю.
Другий альбом Ha*Ash, Mundos Opuestos, також спродюсував Áureo Baqueiro. Він вийшов на лейблі BMG 27 вересня 2005 року. В альбомі є кавер на пісню 1935 року «I Want to Be a Cowboy's Sweetheart». Альбом посів 8 позицію в мексиканському альбомному чарті і отримав платиновий статус у Мексиці. Перший сингл з альбому «Amor a Medias» досяг 4 місця в мексиканському чарті. Другий сингл, «Me Entrego a Ti», написала колумбійська виконавиця Сорая і він досяг 15 місця в чартах Latin Pop Songs у Сполучених Штатах. Третій сингл, «¿Qué Hago Yo?», також написала Сорая і він посів 50-е місце в чартах Latin Pop Songs у Сполучених Штатах і 1-е місце в Мексиці в Monitor. Latino chart і № 36 у Mexico Espanol Airplay. Ще один сингл, «Tu Mirada en Mi», досяг 50 місця в чарті Billboard Latin Pop.
Пісня «Código Postal», вийшла на спеціальному випуску Mundos Opuestos, була використана як тема для теленовели Televisa Código Postal. У липні 2007 року Ha*Ash зіграв три концерти в театрі Метрополітен у Мехіко.[44]

### 2008-2010
Ha*Ash записали свій третій альбом, Habitación Doble, у Нешвіллі, штат Теннессі. У цьому альбомі бере участь Бренді Карлайл у пісні «Already Home», яка була першою піснею групи англійською мовою. У вересні 2008 року «Already Home» був представлений як безкоштовний «Сингл тижня» в музичному магазині Apple iTunes у США. Пісня увійшла до саундтреку до мексиканського фільму Rock Marí. Habitación Doble також співпрацює з Кані Гарсіа, Джан Марко та Леонелем Гарсіа. Ha*Ash описав альбом як більше «поп-рок і м'які балади». Альбом вийшов у серпні 2008 року і досяг 6 позиції в мексиканському чарті альбомів і 14 позиції в американському Billboard Latin Pop Albums. Згодом альбом отримав золотий сертифікат у Мексиці.
Першим синглом з альбому був «No Te Quiero Nada», що вийшов у липні 2008 року. Він посів 6 місце в чарті Billboard Latin Po , 1 місце в чарті Monitor Latino і № 31 в Mexico Espanol Airplay. Пісня здобула нагороду від Cadena Dial. Другий сингл, «Lo Que Yo Sé de Ti», вийшов у листопаді 2008 року та посів перше місце в чартах Mexico Airplay, Mexico Espanol Airplay і Monitor Latino. 2008 року вони працювали над такими кінопроєктами, як іспанські версії фільму «Ігор» від MGM, і записали пісню «Cree y Atrévete» для саундтреку до фільму «Дінь-Дінь» від Disney.
"Tú y Yo Volvemos al Amor" вийшов у лютому 2009 року та посів 20 місце в чарті Mexico Español Airplay і 31 місце в чарті Mexico Airplay. Вийшло спеціальне видання Habitación Doble з чотирма новими піснями та DVD. Вони вперше виступили в Іспанії 5 липня 2009 року в невеликому містечку Барбера-дель-Вальєс, який пропагував цей муніципалітет і Cadena Dial. Того ж тижня вони відвідали телешоу «Академія «Операція Тріунфо». 2009 року вони вперше зіграли в Auditorio Nacional у Мехіко. Вони також з'явилися в Reventour, серії концертів у кількох містах Мексики. 2010 року Ha*Ash взяв участь у триб'ют-альбомі Mecano Tributo a Ana, José y Nacho, записавши нову версію «Mujer Contra Mujer».

### 2011–2013
Четвертий альбом Ha*Ash, A Tiempo, містив урізаний синті-поп. Ха*Еш знову працював з продюсером Аурео Бакейро, а Мікеле Канова зробила свій внесок. Альбом вийшов у травні 2011 року і посів 4 позицію в мексиканському альбомному чарті і отримав двічі платиновий статус Мексики. Перший сингл «Impermeable» посів 1 місце в чарті Mexico Español Airplay і 6 місце в чарті Mexico Airplay і отримав золотий сертифікат у Мексиці. «Te Dejo en Libertad» вийшов у липні та посів 29 місце в чартах Billboard Latin Pop та 1 місце в чартах Mexico Español Airplay, Mexico Airplay і Monitor Latino, отримавши платиновий сертифікат.
Ha*Ash розпочав тривале світове турне з 2011 по 2013 роки [63], відвідавши Мексику, Сполучені Штати, Іспанію, Коста-Ріку, Перу та Еквадор. На початку туру вони відкрили для Шакіри Мехіко та Гвадалахару. Наприкінці 2011 року вони з'явилися на триб'ют-альбомі Hombres G En la playa, записавши нову версію «Temblando» з Девідом Саммерсом .
Третій сингл від A Tiempo, «Todo No Fue Suficiente», посів 2 місце в чарті Mexico Español Airplay і 11 місце в чарті Mexico Airplay. Четвертий сингл "¿De Dónde Sacas Eso?" був сертифікований золотим у Мексиці. 20 березня 2012 року вийшло спеціальне видання альбому, що містить три нові треки та документальний DVD про світове турне.
У 2012 році Ha*Ash брав участь у програмі талантів La voz... México як со-тренер команди Beto Cuevas. Вони також з'явилися в епізоді «Фінеас і Ферб». 2013 року вони взяли участь у виконанні пісні «Te Voy a Perder» Леонеля Гарсіа . Того ж року Ешлі Грейс з'явилася в пісні «Unéme» Дена Маскіареллі.

### 2014–2017
Наприкінці туру A Tiempo Ha*Ash розпочали виробництво свого першого концертного альбому Primera Fila: Hecho Realidad, який вийшов у 2014 році. Альбом містить матеріали з чотирьох студійних альбомів, а також вісім нещодавно записаних пісень. Альбом включає співпрацю з кількома виконавцями, зокрема Хуліо Раміресом, Малумою, Джой Уертою, Матіссом і Акселем. Альбом був записаний в Лейк-Чарльз, Лос-Анджелес, ДеКвінсі, Лос-Анджелес, і Мехіко. Альбом посів 1 місце в мексиканському чарті альбомів і 14 місце в чарті латиноамериканських поп-альбомів Billboard. Ха*Еш працював з продюсерами Джорджем Нор'єгою, Пабло Де Ла Лозою та Тімом Мітчеллом. Альбом був сертифікований діамантовим у Мексиці за обсягом продажів, що перевищив 330 000 копій.
«Perdón, Perdón» вийшов як провідний сингл у вересні 2014 року. Трек посів 17 місце в чарті Latin Pop Songs, 36 місце в чарті Hot Latin songs і 35 місце в чарті Latin Airplay у Сполучені Штати У Мексиці пісня посіла перше місце в чартах Mexican Singles і Monitor Latino. Пісня була сертифікована діамантом у Мексиці. Другий сингл «Lo Aprendí de Ti» вийшов у березні 2015 року. Трек посів перше місце в чарті Mexican Singles і Monitor Latino. У Сполучених Штатах пісня посіла 19 місце в чарті Latin Pop Songs, 32 місце в чарті Hot Latin Songs і 59 місце в чарті Latin Airplay. Пісня отримала чотиричі платиновий статус у Мексиці. У вересні 2015 року Ha*Ash виступив на розіграші One World Tour Рікі Мартіна на південному заході США. 2015 року вони розпочали власний тур Primera Fila, відвідавши Аргентину, Коста-Ріку, Чилі, Домініканську Республіку, Еквадор, Сальвадор, Гватемалу, Мексику, Перу, Іспанію, Уругвай та Венесуелу.
У листопаді 2015 року, після успіху Primera Fila: Hecho Realidad, вийшло спеціальне видання альбому з трьома новими треками, музичними відео та документальним фільмом про тур. У нових піснях звучав Big Band Jazz de Mexico. 2015 року вони брали участь у телепрограмі Ven y Baila Quinceañera.[85] Крім того, вони працювали над такими кінопроєктами, як іспанська версія Sing: Ven y Canta!, де Ешлі Грейс записала пісню «Al Fin» для саундтреку.
Ще один сингл із Primera Fila: Hecho Realidad, «Sé Que Te Vas», вийшов у квітні 2016 року [15] і посів 28 місце в чарті Mexico Espanol Airplay і 16 місце в чарті Monitor Latino. Вийшло два відео на пісню, в одному з яких брав участь Матісс. Пісня була сертифікована золотою в Мексиці. Після цього вони з'явилися в перуансько-аргентинській теленовели El Regreso de Lucas, виконавши пісню "Hasta Que Regreses". Ha*Ash з'явився в пісні Los Ángeles Azules «Mi Niña Mujer» і в пісні Melendi «Destino o Casualidad».
Під час туру Primera Fila Ha*Ash вперше зіграли в Пуерто-Ріко, а в листопаді 2016 року вони вперше виступили в Palacio de los Deportes у Мехіко. Тур тривав до вересня 2017 року.

### 2017–2019: 30 лютого
У грудні 2017 року Ha*Ash випустив альбом 30 de Febrero, у якому в заголовній композиції взяли участь Принс Ройс і Абрахам Матео. Ha*Ash став співпродюсером альбому у співпраці з продюсерами Джорджем Нор'єгою, Меттом Редом, Джо Лондоном і Едгаром Баррерою. Більша частина альбому була записана в Маямі, Флорида. Альбом посів 3-е місце в мексиканському чарті альбомів, 11-е місце в чарті латино-поп-музики США Billboard і 11-е місце в чарті продажів латино-поп-музики США Billboard. Згодом альбом отримав платиновий статус у Мексиці.
Першим синглом з альбому став «100 Años» з Принсом Ройсом, що вийшов у жовтні 2017 року. Трек посів 50-е місце в чарті Latin Pop Songs і 24-е місце в чарті Latin Airplay у Сполучених Штатах. У Мексиці пісня посіла 1 місце в чартах Mexico Espanol Airplay і Monitor Latino. «100 Años» отримав тричі платиновий статус у Мексиці та двічі платиновий у Перу. У листопаді Ha*Ash випустив сингл «30 de Febrero», у якому виступає Абрахам Матео.
Щоб просувати альбом, Ha*Ash вирушив у світове турне під назвою Gira 100 años contigo з початку 2018 року до початку 2022 року. Тур розпочався на Міжнародному пісенному фестивалі Вінья-дель-Мар у Чилі. Ha*Ash здобув нагороду «Срібна та Золота чайка» після свого виступу. Тур включав шоу в Південній Америці, Північній Америці та Європі. Другий сингл «No Pasa Nada» вийшов у березні 2018 року і посів 13 місце в чарті Mexico Airplay, 4 місце в чарті Mexico Espanol Airplay і 2 місце в чарті Monitor Latino. У серпні 2018 року вони випустили третій сингл з альбому «Eso No Va a Suceder». Пісня посіла 34 місце в чарті Latin Pop Songs у Сполучених Штатах і № 1 у мексиканських чартах Espanol Airplay і Monitor Latino в Мексиці.
У жовтні 2018 року Ha*Ash стала першою латиноамериканською групою, яка була представлена в серії пісень Spotify Singles, випустивши нову версію «No Pasa Nada» і кавер на «Adiós Amor». У листопаді 2018 року Ha*Ash виграв найкращу латиноамериканську північну групу на MTV Europe Music Awards 2018. "¿Qué Me Faltó?" вийшов як четвертий сингл з їх останнього альбому 4 січня 2019 року. Трек посів 2 місце в мексиканському чарті Monitor Latino.
Ha*Ash виконав американський національний гімн для вечірнього футбольного матчу в понеділок на стадіоні «Ацтека» в Мехіко 18 листопада 2019 року. Наступного місяця група випустила концертний альбом/відео Ha*Ash: En Vivo, до якого увійшли 22 пісні, записані в Auditorio Nacional у Мехіко у 2018 році. Альбом дебютував під номером 1 у чарті AMPROFON у Мексиці. «Si Tú No Vuelves» з Мігелем Босе вийшов як головний сингл у грудні та посів перше місце в чарті Monitor Latino в Мексиці.

### 2020–2023
На початку 2020 року Ha*Ash з'явилася в пісні «Rosas en Mi Almohada» Марії Хосе. У березні 2020 року група виграла нагороду «Найпопулярніший поп-виконавець» на Spotify Awards 2020. У квітні 2020 року вони взяли участь у благодійному заході «Разом вдома» і взяли участь у благодійному синглі «Resistiré México», виручені кошти були передані на допомогу мексиканським лікарням. У травні 2020 року було анонсовано новий альбом. У вересні 2020 року кліп на «Lo Aprendí de Ti» став першою баладою іспанською мовою, яка набрала мільярд переглядів на YouTube.
Їхня перша нова пісня за чотири роки, «Fuiste Mía», за участю аргентинської групи MYA, вийшла в лютому 2021 року. Сингл посів 74 позицію в чарті Billboard Argentina Hot 100. Через пандемію COVID-19 Ha*Ash більше ніж на рік більше не виступав, а потім повернувся на майданчики просто неба в Мексиці в травні 2021 року. 2021 року Ha*Ash додав кавер-версію пісні «The Unforgiven» до The Metallica Blacklist, компіляції кавер-версій пісень із однойменного альбому гурту 1991 року на відзначення його 30-ї річниці. Частина доходів від пісні передається до фонду Save the Children. Їхня пісня «Vencer el Pasado» була використана як тема для мексиканської теленовели Vencer el Pasado . Крім того, вони працювали над такими кінопроєктами, як іспанська версія Sing 2: ¡Ven y canta de nuevo!.
17 березня 2022 року група випустила «Lo Que un Hombre Debería Saber», головний сингл з їхнього шостого студійного альбому. Сингл супроводжувався відео, що вийшло того ж дня. Пісня посіла перше місце в мексиканських чартах Espanol Airplay і Monitor Latino. 21 квітня група випустила рекламний сингл з альбому «Mejor Que Te Acostumbres». Пісня була анонсована у відео, опублікованому в соціальних мережах 17 квітня 2022 року. 27 квітня було оголошено, що Ha*Ash буде частиною TV Azteca, як тренер програми La Voz. México разом з Девідом Бісбалом, Юрідією та Джоссом Фавелою. 5 травня група випустила пісню «Serías Tú» про міцний зв’язок між матір’ю та дочкою. Музичне відео містить групу, яка співає пісню, а сцени показують Ha*Ash з маленькою дівчинкою, яку грає Матильда, дочка Ханни.
Новинним синглом з альбому став «Supongo Que Lo Sabes», що вийшов у травні 2022 року, сингл супроводжувався відео, яке вийшло того ж дня. "Supongo Que Lo Sabes" став першим синглом групи, який отримав сертифікат у Сполучених Штатах. У липні група випустила пісню «Si Yo Fuera Tú», а інший сингл «Mi Salida Contigo» з Кенією Ос вийшов у серпні 2022 року. 1 вересня 2022 року Ha*Ash випустив шостий студійний альбом Haashtag. Для просування альбому група вирушила в світове турне під назвою Gira mi salida contigo з середини 2022 до середини 2023 року. У листопаді Ha*Ash офіційно випустив музичне відео на «Tenían Razón» і з’явилося в альбомі Артура Хенлона Piano y Mujer II.
У серпні 2023 року група випустила «Te Acuerdas» з Reik.

## Філантропія
У 2005 році Ha*Ash відкрили свій будинок у Луїзіані для людей, які були переміщені через ураган Катріна. Вони також взяли участь у заході Міжнародної федерації товариств Червоного Хреста і Червоного Півмісяця в Сполучених Штатах на підтримку жертв. 2007 року дует заснував власну благодійну організацію Fondo Ha*Ash, яка підтримує іммігрантів і дітей, хворих на ВІЛ/СНІД. Благодійність розпочалася під час концерту в театрі Метрополітан у Мехіко.
У 2010 році Ханна Ніколь і Ешлі Грейс були призначені амбасадорами фонду Save the Children. Вони записали пісню «Latente» про свій досвід, коли служили з групою на Гаїті після землетрусу 2010 року. Прибуток від пісні передали до фонду. Відтоді вони брали участь у додаткових зусиллях фонду після землетрусів у Чьяпасі та Пуеблі в Мексиці. За свою благодійну діяльність Ha*Ash здобув нагороду Pro Social Award від Nickelodeon Latin America у 2012 році. 2016 року Ha*Ash організувала благодійну акцію «Barriga llena, corazón contento» для доставки їжі бездомним і була визнана «Агентами змін» Nickelodeon Mexico
У вересні 2017 року вони взяли участь у концерті на користь постраждалих від урагану Харві в Луїзіані та Техасі, організованому Фондом Майкла та Сьюзан Делл. Під час виступу в Торреоні у 2018 році вони пожертвували кошти фонду лікування раку Sonríe… Solo tienes cáncer і відвідали місцевих дітей, які страждають від цієї хвороби. У квітні 2020 року, під час спалаху коронавірусу, дует взяв участь у акції «Разом вдома», організованій Global Citizen на підтримку Всесвітньої організації охорони здоров’я, під час якої артисти виступали в прямому ефірі в Інтернеті, щоб заохотити людей залишатися вдома та уникати поширення вірусу. 

## Музичний стиль і впливи
Музичний стиль Ha*Ash зазвичай вважається кантрі кантрі-поп латино-поп електропоп фанк і поп-рок. Перший альбом Ha*Ash був відзначений рецензентами за його «кантрі та поп» звучання, яке було «доставлено особливо добре». Пізніші альбоми гурту, такі як A Tiempo, 30 de Febrero, Haashtag, містили більше звучання нової хвилі та синті-попу, з елементами міського, електропопу та маріачі. Ha*Ash висловив вдячність Шанайі Твен, Лоретті Лінн, Нату Кінгу Коулу, Гарту Бруксу, The Chicks і Петсі Клайн.

## Учасники
- Ешлі Грейс — вокал, клавішні, фортепіано, бубон, гітара, мелодика (2002—теперішній час)
- Ханна Ніколь — вокал, клавішні, фортепіано, гітара, Губна гармоніка (2002—теперішній час)

## Тури
- Ha*Ash Tour (2004—2005)
- Mundos Opuestos Tour (2005—2006)
- Habitación Doble Tour (2008—2009)
- A Tiempo Tour (2011—2013)
- Primera Fila Hecho Realidad Tour (2015—2017)
- Gira 100 años contigo (2018—2019)

## Альбоми

#### Студійні альбоми
| AMPROFON: платиновий + золотий |

| AMPROFON: платиновий + золотий |

| AMPROFON: золотий |

| AMPROFON: 2×платиновий + золотий |

| AMPROFON: платиновий + золотий |

#### Концертні альбом
| Альбом                       | Інформація про альбом                                                              | Найвищі позиції в чартах | Найвищі позиції в чартах | Найвищі позиції в чартах | Сертифікація |
| Альбом                       | Інформація про альбом                                                              | США                      | Мексика                  | Іспанія                  | Сертифікація |
| ---------------------------- | ---------------------------------------------------------------------------------- | ------------------------ | ------------------------ | ------------------------ | --- |
| Primera fila: Hecho Realidad | - Вийшов: 11 листопада 2014 - Лейбл: Sony Music Latin - Формат: CD, цифрова версія | 16                       | 1                        | 52                       | AMPROFON: 4хплатиновий + золотий RIAA: платиновий IFPI CHL: золотий CAPIF: золотий UNIMPRO:2 х платиновий ASINCOL: платиновий |
| En Vivo                      | - Вийшов: 6 грудня 2019 - Лейбл:Sony Music Latin - Формат:CD, цифрова версі        | –                        | 1                        | –                        | |

### Міні-альбоми
| Рік  | Деталі                                                                                  |
| ---- | --------------------------------------------------------------------------------------- |
| 2018 | Spotify Singles - Реліз: 2018 - Лейбл Sony Music Entertainment México - Формат: Spotify |

## Сингли

#### Офіційні сингли
| Рік                                                                               | Сингл                       | Найвища позиція в чартах | Найвища позиція в чартах | Найвища позиція в чартах | Найвища позиція в чартах | Найвища позиція в чартах | Найвища позиція в чартах | Сертифікації (продажі)                       | Альбом                      |
| Рік                                                                               | Сингл                       | Hot 100                  | Latin Pop                | Latin Airplay            | Español Airplay          | Airplay                  | Monitor Latino           | Сертифікації (продажі)                       | Альбом                      |
| --------------------------------------------------------------------------------- | --------------------------- | ------------------------ | ------------------------ | ------------------------ | ------------------------ | ------------------------ | ------------------------ | -------------------------------------------- | --------------------------- |
| 2003                                                                              | «Odio amarte»               | —                        | —                        | —                        | —                        | —                        | 2                        |                                              | Ha*Ash                      |
| 2003                                                                              | «Estés donde estés»         | 14                       | 9                        | 14                       | —                        | —                        | 3                        |                                              | Ha*Ash                      |
| 2004                                                                              | «Te quedaste»               | 28                       | 17                       | 28                       | —                        | —                        | 5                        |                                              | Ha*Ash                      |
| 2005                                                                              | «Amor a medias»             | —                        | —                        | —                        | —                        | —                        | 1                        |                                              | Mundos Opuestos             |
| 2005                                                                              | «Me entrego a ti»           | —                        | 15                       | —                        | —                        | —                        | 4                        |                                              | Mundos Opuestos             |
| 2006                                                                              | «¿Qué hago yo?»             | —                        | 13                       | —                        | 36                       | —                        | 1                        | AMPROFON: платиновий                         | Mundos Opuestos             |
| 2006                                                                              | «Tu mirada en mi»           | —                        | 24                       | —                        | —                        | —                        | —                        |                                              | Mundos Opuestos             |
| 2008                                                                              | «No te quiero nada»         | 14                       | 6                        | 14                       | —                        | —                        | 7                        |                                              | Habitación Doble            |
| 2008                                                                              | «Lo que yo sé de ti»        | —                        | —                        | —                        | 31                       | 20                       | 1                        |                                              | Habitación Doble            |
| 2009                                                                              | «Tú y yo volvemos al amor»  | —                        | —                        | —                        | 1                        | 1                        | 12                       |                                              | Habitación Doble            |
| 2011                                                                              | «Impermeable»               | —                        | —                        | —                        | 1                        | —                        | 1                        | AMPROFON: золотий                            | A Tiempo                    |
| 2011                                                                              | «Te dejo en libertad»       | —                        | 29                       | —                        | 1                        | 1                        | 1                        | AMPROFON: платиновий + золотий               | A Tiempo                    |
| 2012                                                                              | «Todo no fue suficiente»    | —                        | —                        | —                        | 2                        | 11                       | 4                        |                                              | A Tiempo                    |
| 2012                                                                              | «De dónde sacas eso»        | —                        | —                        | —                        | 4                        | 9                        | 3                        | AMPROFON: золотий                            | A Tiempo                    |
| 2014                                                                              | «Perdón, perdón»            | 36                       | 17                       | 35                       | 1                        | 2                        | 1                        | AMPROFON: 4×платиновий                       | Primera Fila Hecho Realidad |
| 2015                                                                              | «Lo aprendí de ti»          | 32                       | 19                       | 48                       | 1                        | 7                        | 1                        | AMPROFON: 3×платиновий                       | Primera Fila Hecho Realidad |
| 2015                                                                              | «Ex de verdad»              | —                        | —                        | —                        | 33                       | —                        | 1                        | AMPROFON: 2×платиновий                       | Primera Fila Hecho Realidad |
| 2015                                                                              | «No te quiero nada ft Axel» | —                        | —                        | —                        | —                        | —                        | 1                        | AMPROFON: золотий                            | Primera Fila Hecho Realidad |
| 2015                                                                              | «Dos copas de más»          | —                        | —                        | 49                       | 3                        | 16                       | 3                        | AMPROFON: платиновий                         | Primera Fila Hecho Realidad |
| 2016                                                                              | «Sé que te vas»             | —                        | —                        | —                        | 28                       | —                        | 16                       | AMPROFON: золотий                            | Primera Fila Hecho Realidad |
| 2017                                                                              | «100 Años ft Prince Royce»  | 54                       | 24                       | 50                       | 1                        | 3                        | 1                        | AMPROFON: 2×платиновий UNIMPRO: 2×платиновий | 30 de Febrero               |
| 2018                                                                              | «No pasa nada»              | —                        | —                        | —                        | 4                        | 13                       | 2                        | AMPROFON: платиновий                         | 30 de Febrero               |
| 2018                                                                              | «Eso no va a suceder»       | —                        | 34                       | —                        | 1                        | 6                        | 1                        | AMPROFON: платиновий                         | 30 de Febrero               |
| 2019                                                                              | «¿Qué me faltó?»            | —                        | —                        | —                        | —                        | —                        | 2                        | AMPROFON: золотий                            | 30 de Febrero               |
| Символ «—» означає, що сингл не потрапив до чарту або не випускався в цій країні. |                             |                          |                          |                          |                          |                          |                          |                                              |                             |

#### Промосингли
| Рік  | Композиція                       | Сертифікації (пороги продаж) | Альбом        |
| ---- | -------------------------------- | ---------------------------- | ------------- |
| 2017 | «Ojalá»                          | AMPROFON: золотий            | 30 de Febrero |
| 2017 | «30 de febrero» ft Abraham Mateo | AMPROFON: золотий            | 30 de Febrero |

#### Сингли за участю Ха*Е́шл
| Рік  | Композиція                                     | Найвищі позиції у чартах | Найвищі позиції у чартах | Найвищі позиції у чартах | Найвищі позиції у чартах | Сертифікації (пороги продаж)                | Альбом            |
| Рік  | Композиція                                     | Latin Pop                | Español Airplay          | Airplay                  | SPN                      | Сертифікації (пороги продаж)                | Альбом            |
| ---- | ---------------------------------------------- | ------------------------ | ------------------------ | ------------------------ | ------------------------ | ------------------------------------------- | ----------------- |
| 2013 | «Te voy a perder» (Leonel García ft Ha*Ash)    | —                        | 22                       | 9                        | —                        |                                             | Todas mías        |
| 2016 | «Mi niña mujer» (Los angeles azules ft Ha*Ash) | —                        | 11                       | 31                       | —                        |                                             | De plaza en plaza |
| 2017 | «Destino o casualidad» (Melendi ft Ha*Ash)     | 38                       | 10                       | 32                       | 56                       | AMPROFON: платиновий PROMUSICAE: платиновий | Quítate las gafas |